# Любов и вендета
„Любов и вендета“ е италиански сериен филм, базиран на аржентинската теленовела „Монте Кристо“ от 2006 г. Сериалът се излъчва в Италия от 12 октомври 2011 г., до 23 ноември 2011 г., по-частния Канал 5.
В главните роли са: Алесандро Прециози, Лоренцо Флахърти, Анна Вале. Филмът се излъчва в България от 15 август 2017 г., всеки делничен ден от 21,30 по Би Ти Ви.

## Сюжет
Най-близките му приятели го предават и отнемат бъдещето му. Сега, с ново лице, с нова самоличност, той се завръща, за да си отмъсти. Той живее на яхта, облича се в черно, свири на пиано и има мощен мотор. Лоренцо Берман (Алесандро Прециози), е мистериозният непознат, който се появява, сякаш от нищото. В деня на сватбата на Лаура (Анна Вале), и Марко (Лоренцо Флахърти), се появява Лоренцо. И заедно с него от водата изплува тялото на жена. Сватбата е отложена, а срещата с Лоренцо, навява спомени на Лаура. Зловещата находка на плажа е на жена, в булчинска рокля, и до нея книга с приказки.